# San Zacharia
La San Zacharia era un vascello di seconda classe a due ponti da 64 cannoni della Marina dell'ordine dei Cavalieri di Malta, costruito negli anni sessanta del XVIII Secolo. Catturata dai francesi nel 1798 fu ribattezzata Dégo, e successivamente dagli inglesi nel 1800, con il nome di Zachari fu impiegata come nave prigione fino al 1803.

## Storia
Nel 1700 venne eletto Gran maestro dell'Ordine di Malta Ramon Perellos y Roccaful che, tra i suoi primi atti, decise di potenziare la marina dell'Ordine tramite la costituzione di un'apposita squadra di vascelli di linea. Tali navi si erano oramai diffuse in tutte le marine europee, e erano state adottate alche da quella dell'Impero ottomano. Il 17 gennaio 1701 Perellos ottenne l'approvazione del Consiglio dell'Ordine, cui seguì il 15 aprile quella di papa Clemente XII tramite l'apposita bolla Ad futurum rei memoriam alias pro parte. Nacque così la squadra vascelli di linea dell'Ordine dei Cavalieri di Malta.
Nel 1798 Napoleone Bonaparte diretto a conquistare l'Egitto al comando di un forte corpo di spedizione trasportato da un'altrettanto imponente squadra navale al comando del viceammiraglio François-Paul Brueys D'Aigalliers si impadronì di Malta, assogettandola alla dominazione francese, e dichiarando decaduta la sovranità dei cavalieri gerosolimitani. Le forze francesi si impadronirono di due navi di linea da 64 cannoni, i vascelli San Giovanni e San Zacharia.
La costruzione del San Zacharia era iniziata nel 1763 presso il cantiere navale di Senglea, a Malta, sotto la supervisione dei maestri costruttori Agostino e Giuseppe Scolaro. Il vascello venne varato due anni dopo, il 7 marzo 1765, e fu completata entro il 21 luglio dello stesso anno. La nave prestò servizio con la Marina maltese all'11 giugno 1798. Il suo nome fu inizialmente trasformato in Zacharie, ma fu poi ribattezzata Dégo su espressa richiesta del generale Bonaparte.
Il Dégo non seguì la squadra francese in Egitto, e rimase poi bloccato nel porto di La Valletta dagli inglesi durante le fasi dell'assedio di Malta. Usato come nave prigione venne costantemente spogliato di legname impiegato come legna da ardere per le truppe assediate. Quando l'isola si arrese il 4 settembre 1800 il vascello venne catturato dagli inglesi, che lo considerarono troppo danneggiato per essere immesso in servizio. Secondo alcune fonti fu utilizzato ancora come nave prigione con il nome di Zachari, fino al 1802 quando fu venduta per demolizione, avvenuta nel corso del 1803.

### Fonti
1. 1 2 3  Three Decks.
2. ↑  Roche 2005, p. 146.
3. 1 2 3  Frasca 2016, p. 71.
4. 1 2  Three Decks.
5. 1 2 3 4 5  Frasca 2016, p. 74.